# Ululodes smithi
Ululodes smithi är en insektsart som beskrevs av Banks 1938. Ululodes smithi ingår i släktet Ululodes och familjen fjärilsländor. Inga underarter finns listade i Catalogue of Life.